# Цвилидрета
Цвилидрета (енг. Rumpelstiltskin) је немачка бајка браће Грим коју су објавили 1812. године године у склопу збирке приповетки под називом Дечије и породичне бајке која се сматра једним од најпознатијих дела немачке књижевности.
Бајка говори о патуљку Цвилидрети који помаже девојци у невољи како би јој узео прворођено дете.

## Радња
Некада давно живео је млинар који је био веома сиромашан али је имао прелепу ћерку. Једном приликом сусрео се са краљем и непромишљено одлучио да се похвали да би подигао свој углед. Рекао му је да има ћерку која може да испреде злато од сламе. Краљу се то веома допало, па му је рекао да је доведе на двор да се сам увери у то.
Сутрадан је млинарева ћерка дошла на двор пред краља који ју је одмах одвео у собу пуну сламе. Показао јој је коловрат и рекао јој да до јутра мора сву сламу да исплете и претвори у злато. Ако то не уради, умреће. Затим је затворио и закључао врата. Девојка је била очајна и уплашена јер није знала да направи злато од сламе.
Њен плач је чуо патуљак који отвори врата собе и уђе унутра. Упита је зашто плаче, а када му је испричала целу причу, одлучи се да јој понуди да све то уради уместо ње, али је ипак тражио нешто заузврат. Девојка му је понудила своју огрлицу.
Патуљак прихвати огрлицу, седе за коловрат и поче да га окреће. До јутра је сву сламу испрео у злато. Када се краљ појавио, није могао да верује својим очима. Много се обрадовао, а у њему се родила још већа похлепа за златом. Сада је одлучио да девојку одведе у још већу собу у којој је било још више сламе и наредио јој да до јутра опет све преде у злато ако жели да живи.
Девојка је поново бризнула у плач, а на вратима се опет појавио патуљак. Поново јој је понудио да сву сламу претвори у злато ако му она заузврат да нешто. Девојка је овог пута одлучила да му поклони свој прстен пошто је то једино што јој је остало. Патуљак се сложио и до јутра је цела соба била пуна злата.
Кад је краљ видео сво ово злато, није могао да верује својим очима. Одлучио је да девојку одведе у огромну просторију пуну сламе, а ако то до јутра може да претвори у злато, рекао јој је да ће да је ожени. Мислио је да сигурно неће пронаћи богатију жену иако је она само млинарева ћерка.
Кад је девојка остала сама у соби, поново се појавио патуљак и поново ју упитао шта би му дала ако јој помогне. Али она му је рекла да нема више шта да му да. Патуљак је предложио да му кад дође време да своје прворођено дете. Девојка није знала шта ће се после десити, а сада јој је била потребна помоћ зато што је страховала за свој живот, па је одлучила да пристане на његов услов.
Следећег јутра појавио се краљ и видео злато које је желео. Био је одушевљен и одмах је одлучио да договори венчање са млинаревом ћерком. Тако она постаје краљица.
Након годину дана, краљица је остала трудна и родила своје прво дете, а након неког времена појавио се опет патуљак који је дошао по дете које му је обећано за услугу. Краљица је била заборавила на њега, а пошто је сада била богата, понудила му је све што је хтео само да јој не узима дете.
Али патуљак није хтео да чује за то, није хтео да прихвати никакво благо, већ је решио да узме дете. Кад је то чула, краљица је бризнула у плач. Патуљак се смиловао и рекао јој да може да задржи дете под условом ако успе да сазна његово име и да за то има три дана.
Краљица је цео дан и ноћ размишљала о разноразним именима, чак је послала и гласнике који су ишли по целој земљи и питали каквих све имена има. Али када се патуљак појавио следећег дана, краљица није могла да погоди име. Други дан провела је распитујући се на двору о именима, али када се патуљак појавио, поново није могла да погоди име. Набрајала је најразличитија имена, али ни једно није било право.
Трећег дана код краљице долази гласник који јој каже да није сазнао за неко ново име. Али испричао јој је о догађају којем је случајно присуствовао. Када је отишао у брдо у густу шуму, видео је малу кућу и испред куће патуљка како скаче с једне ноге на другу око ватре и пева:

Никада неће погодити моје име
па сутра дете иде на пут са мном,
не може да зна,
да се зовем Цвилидрета!

Краљица је била пресрећна што је напокон сазнала његово име. Убрзо након тога појавио се патуљк и по трећи пут упитао да ли је сазнала како се зове.
Краљица није одмах хтела да открије да зна његово име, па је прво погађала и набрајала друга имена. Патуљак се весело насмејао, рекавши да се не зове тако. На крају је краљица упитала да ли се можда не зове Цвилидрета, због чега је патуљак побеснео. Није могао да верује да краљица зна како се он зове. Био је веома љут, вриштао је, а од беса му је десна нога тако јако лупала по земљи да му је цело тело пулсирало до појаса. Из беса је тада тако чврсто ухватио леву ногу рукама да му се тело преполовило.

## Филмске адаптације
Прва филмска адаптација под називом  Rumpelstiltskin је изашла 1915. године, а наредних година још шест филмова са истим именом и тематиком.
Овај лик се појављује и у цртаном филму Шрек, као и у америчкој серији Једном давно.
Ова бајка је представљена у анимираној серији “Бајке браће Грим”.